# تقبيل اليد

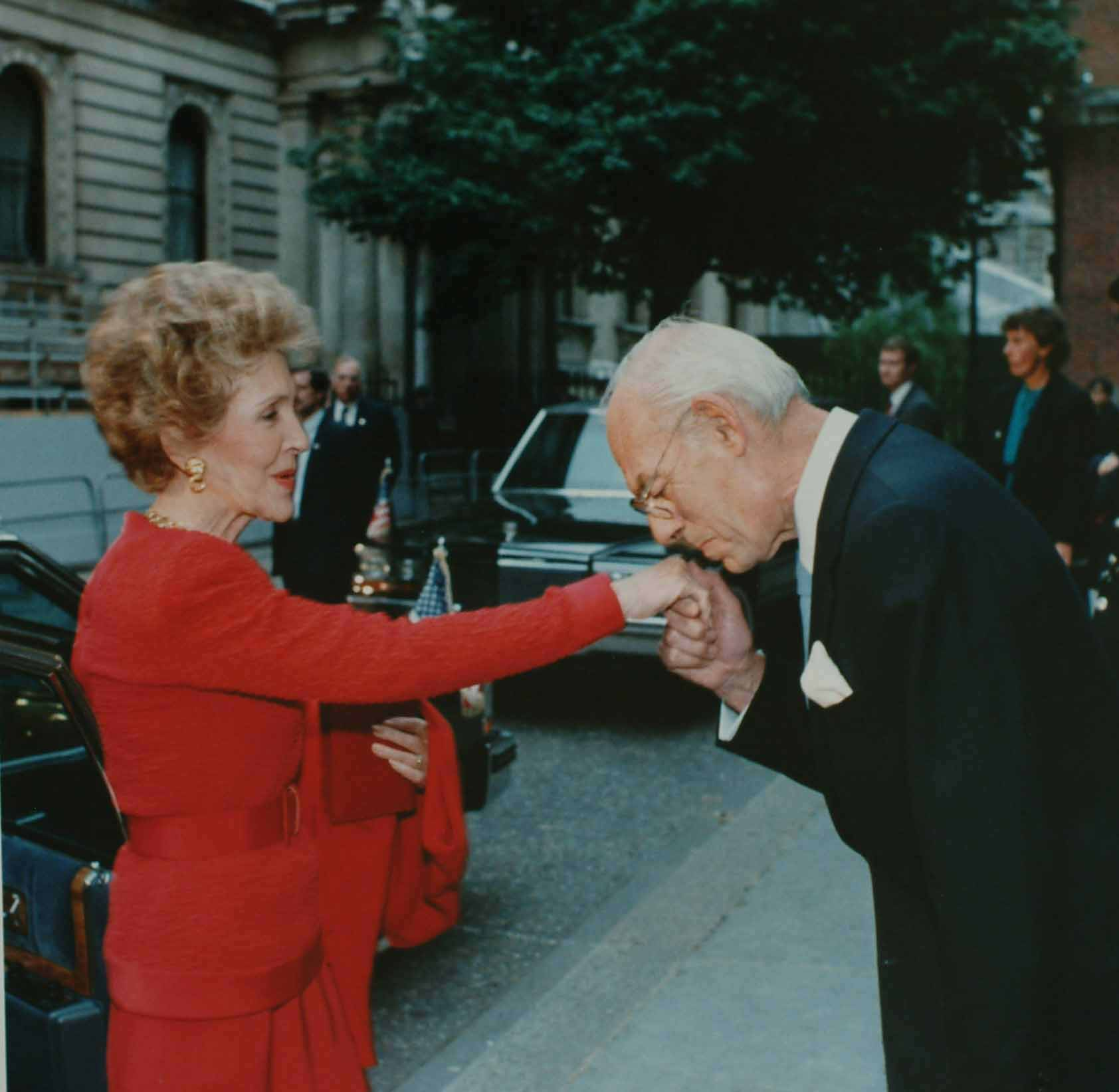
دينيس ثاتشر يُرحب بنانسي ريغان عن طريق تقبيل يدها عام 1988.

تقبيل اليد هي بادرة اجتماعية تدل على الاحترام والإعجاب، كما تُشير أيضاً إلى الوفاء والإخلاص. وفي حالات أخرى يُعتبر تقبيل اليد إشارة إلى الإذلال والعبودية. يُعبّر تقبيل اليد على احترام الأنثى وإجلالها وتقديرها وهي عادة كان يقوم بها الرجال قديماً للسيدات خاصةً من النُبلاء، أما حالياً يقوم الرجل بتقبيل يد الانثى غالباً كتعبير عن الحب والرومنسية وأيضاً كوسيلة لنقل المشاعر. في تركيا واندونيسيا وبروناي والفلبين يكون تقبيل اليد إلى الأشخاص الكبار في السن وخاصة الأقارب كالوالدين والأجداد، ويكون أيضاً للمُعلمين. في أغلب بلدان الوطن العربي تقبيل اليد يكون للوالدين بشكلٍ خاص.

## تقبيل يد السيدات قديماً
بدأت هذه العادة بين القرنين السابع عشر والثامن عشر في الكومنولث البولندي الليتواني والمحاكم الإسبانية، والتي ما تزال تُمارس حالياً حتى اليوم بشكل طفيف في بعض أنحاء أوروبا مثل بولندا والنمسا والمجر وسلوفاكيا ورومانيا وروسيا، كانت سابقاً تقوم السيدة بمد يدها للرجل لتقبيله، ويُعتبر الرجل وقحاً إذا رفض أو تجاهل تقبيل يد السيدة.

## في الأديان
في الكنيسة الكاثوليكية، يكون تقبيل الخاتم في يد البابا علامةً للاحترام إلى الكهنة ورجال الدين. في الإسلام يكون تقبيل اليد مُباحاً للوالدين والعلماء والرجال الصالحين من باب الزهد والتديّن.

## في الثقافة العامة
في فيلم العراب يُشاع فيه تقبيل اليد الذي يكون خاصة بمن يحمل لقب الدون. وأيضاً أشيع في أفلام أخرى مثل فيلم علاقات خطرة.

## معرض صور

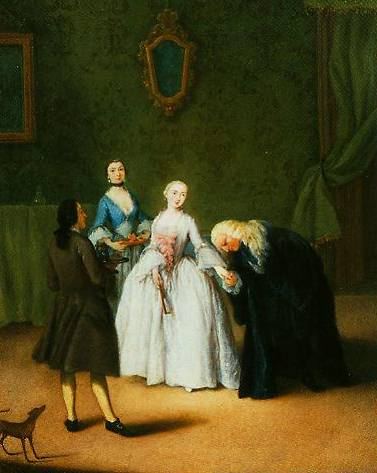
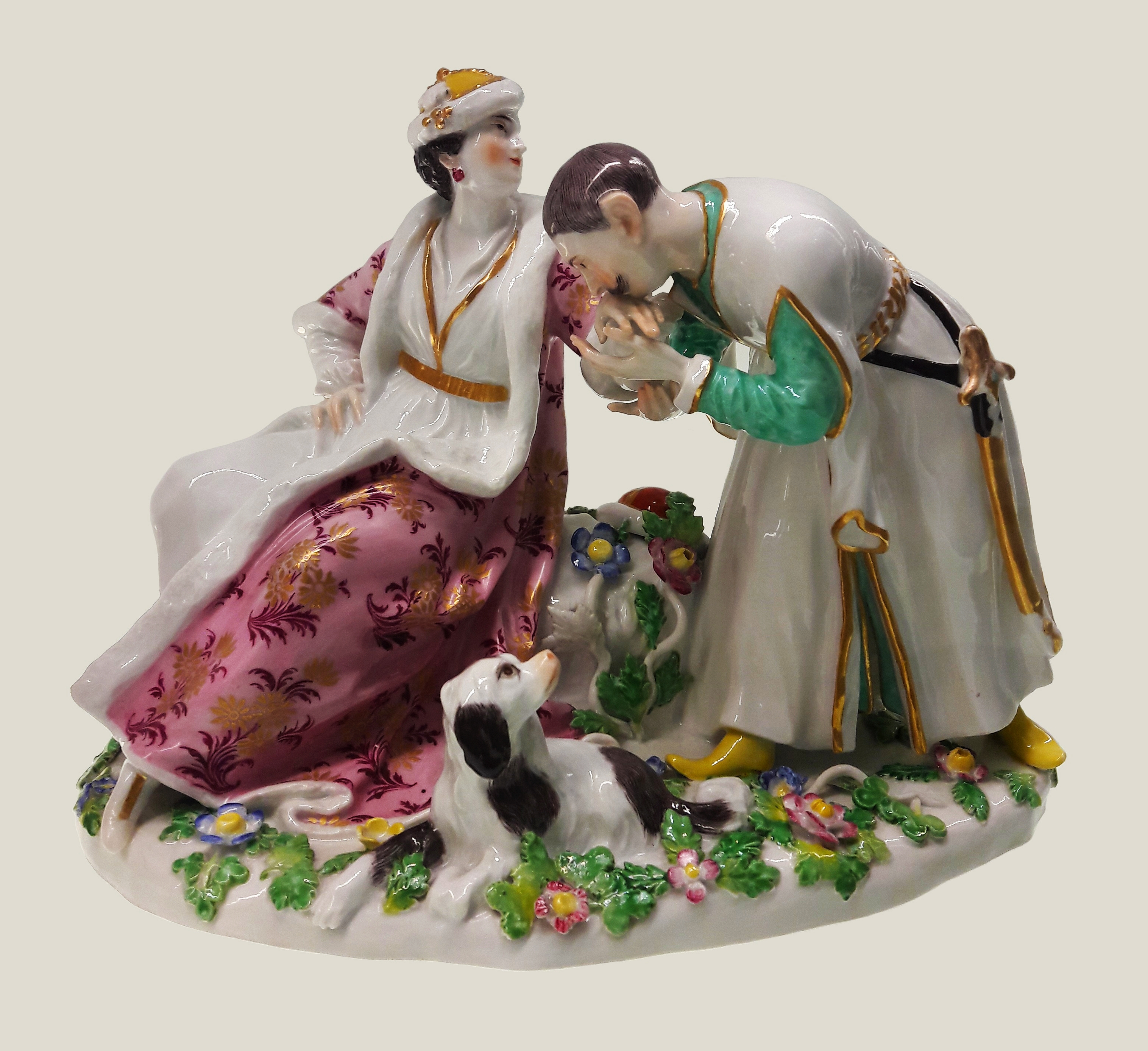
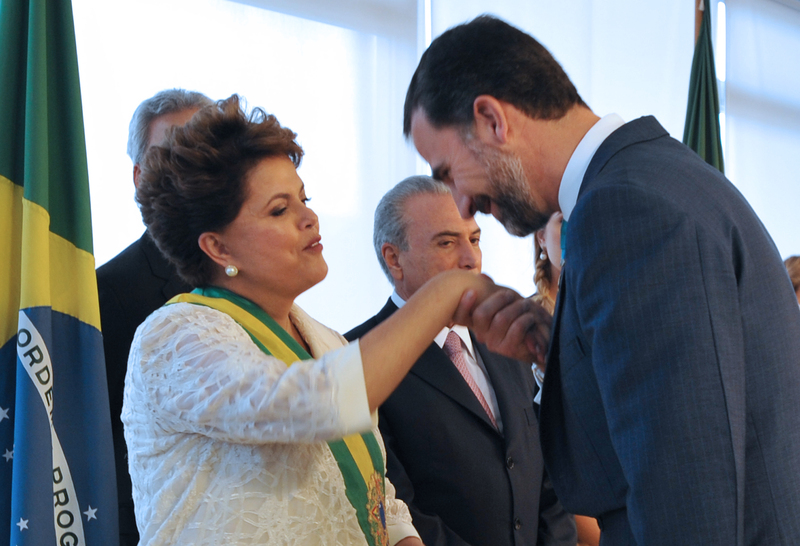
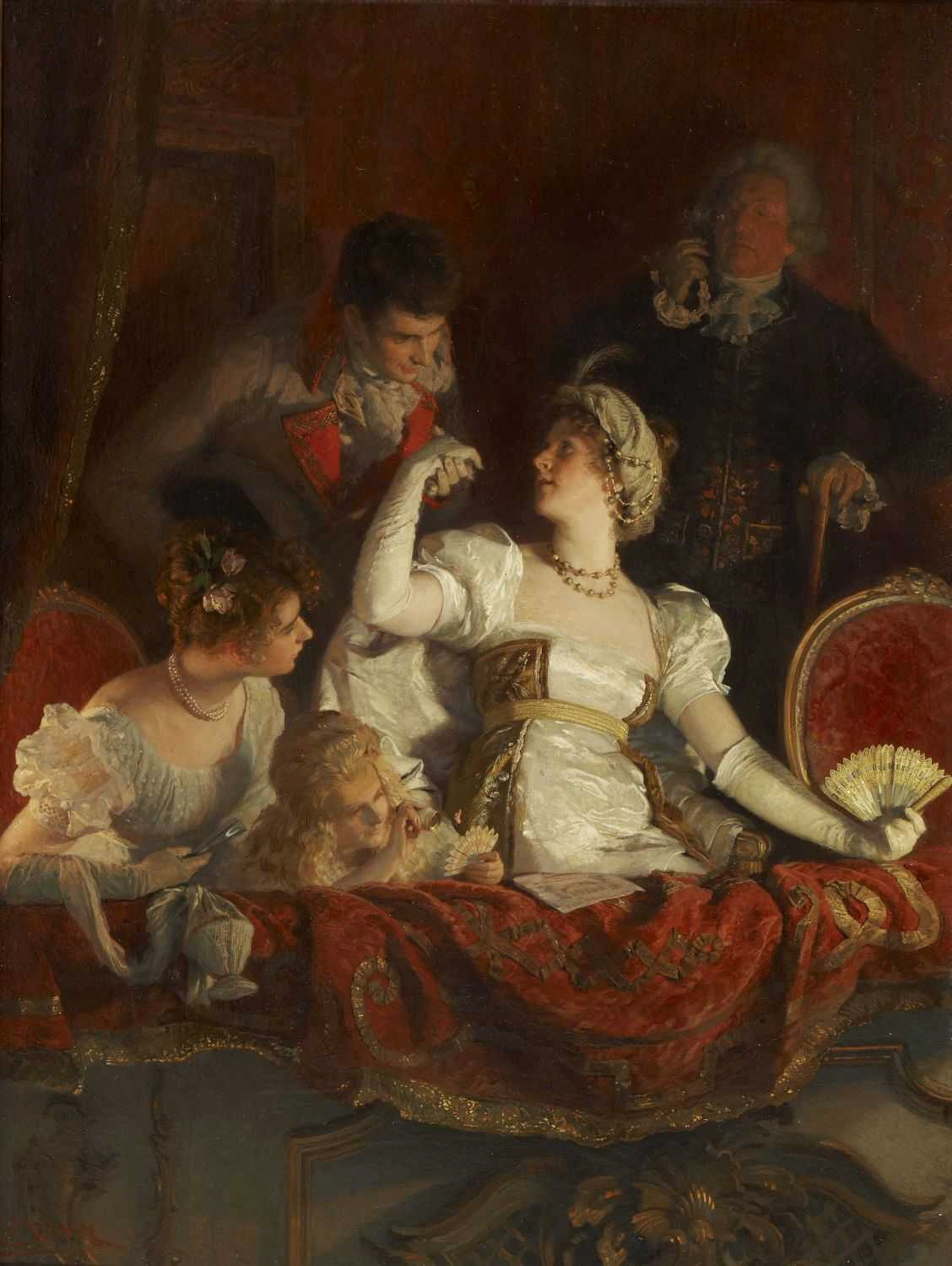